# Душети
Душети (на грузински: დუშეთი) е град в източна Грузия, административен център на Душетски район в област Мцхети-Мтианети. Населението му е около 6167 души (2014).
Разположен е на 902 метра надморска височина на южния склон на Голям Кавказ, на 41 километра северно от Тбилиси и на 50 километра източно от Гори. Първото споменаване на селището е от 1215 година, през XVII век е столица на владетелите на Арагви, а през 1810 година е завладяно от Руската империя. През 1918 година става част от независима Грузия, но през 1921 година е завладян от Съветския съюз и остава в неговите граници до възстановяването на независимостта на Грузия през 1991 година.

## Известни личности
Родени в Грузия
- Васо Абашидзе (1854 – 1926), актьор
- Николай Бугаев (1837 – 1903), математик